# Nil Bohigas i Martorell
Nil Bohigas i Martorell (Barcelona, 2 d'abril de 1958 - 13 de juny de 2016) fou un dels grans referents de l'alpinisme català del segle xx, explorador àrtic i parapentista pioner. Conegut en particular per l'obertura (1984) juntament amb Enric Lucas de la cara sud de l'Annapurna central, on van passar set nits a la paret escalant en estil alpí (sense cap altre suportː cordes fixes, oxigen…), fita mai repetida i que representa un dels grans capítols de la història del "vuitmilisme". Va participar en nombroses expedicions a tots els continents, entre les quals destaquen: pic Saraghrar a l'Hindu Kush (1982); Annapurna a l'Himàlaia (1984), i Torre Asgard a l'Àrtida (1987). Després de dos intents de coronar l'Everest, el 1983 i el 1985, finalment ho aconseguí l'any 1988 formant part de l'expedició dirigida per Conrad Blanch i Fors. Ha realitzat diverses travesses en solitari a l'Himàlaia (1984), pol nord magnètic (1990), i l’intent del pol nord geogràfic (1992). Com a especialista en parapent ha volat des del cor de l'Àfrica, als monts de Kenya, fins a llançar-se des de 7.330 m d'altitud a l’Everest, l'any 1988.

## Biografia
Bohigas va començar a escalar als 15 anys, en la primera meitat dels anys setanta, fent cordades amb alguns membres del grup d'escaladors catalans autoanomenats "New wave" (amb el seu germà Nèstor, Toni García, Ricard Herrero, Joan Lòpez, Enric Lucas, Joan Martí…). Amb ells va obrir diverses vies a les parets de Montserrat i del Pedraforca, com Choras piengue, Districte de les Bruixes, Mandràgora, Nàsti de plàsti, Star MacHara, etc. Amb aquesta experiència va passar a escalar als Alps i a fer expedicions a l'Himàlaia. Amb Enric Lucas, el 1983, encadena l'Agulla de Peuterey amb el Frêney al massís del Mont Blanc en tres dies, entre altres moltes realitzacions (Contamine a les Petites Jorasses, la via Cheré al Mont blanc de Tacul en solitari…). També participa en un intent hivernal de la cara nord de l'Eiger el 1984 de la qual foren rescatats.
En el seu historial de grans muntanyes, a part de la cara sud de l'Annapurna (8.051 m), que es pot considerar la via oberta per catalans amb més dificultat a l'Himàlaia, destaquen l'escalada al cim nord-oest del Saraghrar (7.349 m) el 1982, amb Joan Lòpez i Enric Lucas; els seus intents a l'Everest per l'aresta nord (1983 i 1985) fins a fer el cim el 1988, i les seves solitàries al Baruntse i altres dos pics de 6.300 m, Cho-polu i Pethange. Juntament amb el seu germà Nèstor va protagonitzar dos intents a la cara nord-oest de la Torre Asgard (Illa de Baffin, Canadà), el 1986 i el 1987.
Una altra faceta de Bohigas fou l'exploració àrtica: el 1991 es converteix en el primer català (i espanyol) en assolir en solitari el Pol Nord magnètic després de recórrer aproximadament 770 km en 78 dies de travessa. El 1992 va fer una travessa en solitari al Pol Nord geogràfic però es va haver de retirar a 70 km del seu objectiu a causa d'un canal d'aigua que no va poder creuar. A més, Bohigas fou un dels precursors del parapent al nostre país. El seu vol més recordat fou el que va fer des de l'aresta oest de l'Everest, a 7.300 m, el 1988 després d'haver fet cim al sostre del món. La seva darrera experiència ha estat participar per primera vegada a l'ultramarató Desert Cup, el campionat del món de maratons pel desert, que va tenir lloc a Jordània el novembre de 2015.
En les darreres dècades, Bohigas s'havia dedicat al món empresarial de la muntanya i a l'organització d'esdeveniments esportius, fundant el 1991 No Límit. Junt amb el seu germà inicià la pionera Raiverd, la primera prova raid al nostres país, que conjuminava diverses disciplines en el medi natural, i que pot ser considerada com l'inici de les grans proves de fons a la muntanya. També ha estat un dels precursors de les curses de muntanya, competicions com l’Aneto X-Treme Marathon, o més recentment l’Alpine Running Meeting de la Vall d'Aran, o els Snow Games que se celebren cada hivern a Soldeu, són algunes de les seves creacions més conegudes.